# トンプキンス郡 (ニューヨーク州)
トンプキンス郡（英: Tompkins County）は、アメリカ合衆国ニューヨーク州の中央部西に位置する郡である。人口は10万5740人（2020年）。郡庁所在地はイサカであり、同郡で人口最大の都市である。
トンプキンス郡はその全体でイサカ都市圏を構成している。郡内にはコーネル大学、イサカ・カレッジ、トンプキンス・コートランド・コミュニティカレッジがある。郡名はニューヨーク州知事とアメリカ合衆国副大統領を務めたダニエル・トンプキンズに因んで名付けられた。

## 歴史
1683年にニューヨーク植民地で郡が作られたとき、現在のトンプキンス郡地域はオールバニ郡に属していた。これは巨大な郡であり、ニューヨーク州北部とバーモント州の全てを含んでおり、さらに理論的には西の太平洋岸まで広がっていた。1766年7月3日に、カンバーランド郡を分離し、1770年3月16日にグロスター郡を分離したが、どちらも現在はバーモント州に含まれている。
1772年3月12日、オールバニ郡の残りが3つに分割され、1つはオールバニ郡の名前で残った。1つは西部に作られたトライアン郡だった。トライアン郡の東部境界は現在のスケネクタディ市の西約5マイル (8 km) にあり、アディロンダック山地の西側と、デラウェア川西支流より西の領域を含んでいた。トライオン郡に指定された地域には現在のニューヨーク州37郡が入っている。ニューヨーク植民地総督のウィリアム・トライアンに因んで名付けられた。
1776年に先立つ年に、トライアン郡のロイヤリストは大半がカナダに逃亡した。1784年、アメリカ独立戦争を終わらせた条約締結に続いて、トライアン郡はモンゴメリー郡に改名された。これは独立戦争時の将軍リチャード・モントゴメリーに因む命名だった。モントゴメリーはカナダで数か所を占領した後、ケベック市攻略中に戦死した。憎まれたイギリスの総督に代わる命名だった。
1789年、モンゴメリー郡からオンタリオ郡が分離した。このときのオンタリオ郡は現在の領域よりもかなり広かった。現在のアリゲイニー郡、カタラウガス郡、シャトークア郡、エリー郡、ジェネシー郡、モンロー郡、ナイアガラ郡、オーリンズ郡、スチューベン郡、ワイオミング郡、イェーツ郡の全体と、スカイラー郡、ウェイン郡の一部が含まれていた。
1791年、モンゴメリー郡からハーキマー郡が、オチゴ郡やタイオガ郡と共に分離した。
1794年、ハーキマー郡を分割してオノンダガ郡が設立された。
1799年、オノンダガ郡を分割してカユガ郡が設立された。当時のカユガ郡には現在のセネカ郡とトンプキンス郡、さらにスカイラー郡の一部が含まれていた。
1804年、セネカ郡がカユガ郡から分離して設立された。
1817年4月7日、セネカ郡とカユガ郡の一部を併せてトンプキンス郡が設立された。郡名は当時のアメリカ合衆国副大統領であり、元ニューヨーク州知事だったダニエル・トンプキンズに因んで名付けられた。ただし、トンプキンズが郡を訪れたことは無かった。
1854年、新設のスカイラー郡のためにヘクターの町と、ニューフィールドの西側区画列を譲渡した。

## 地理

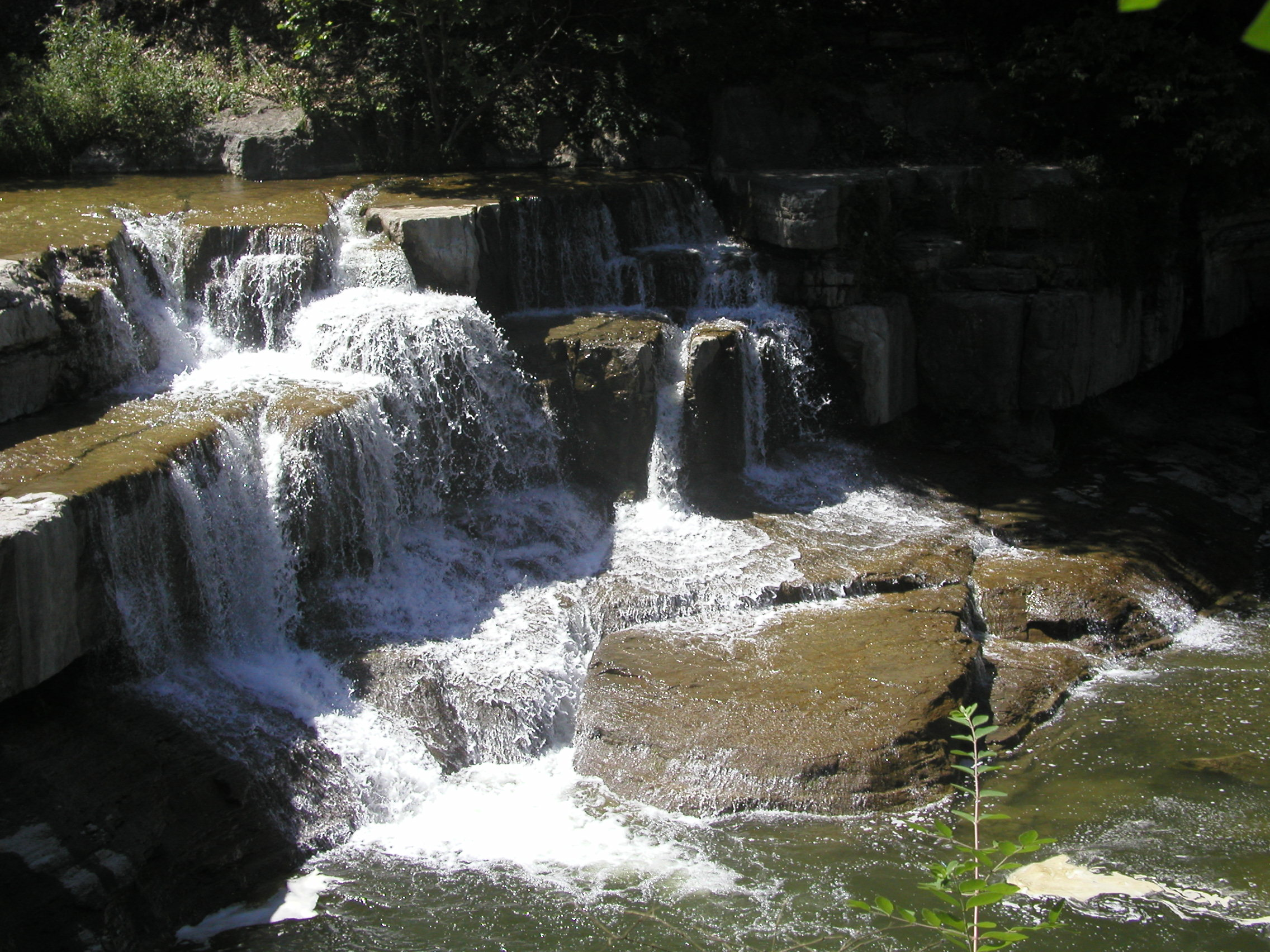
イサカ滝

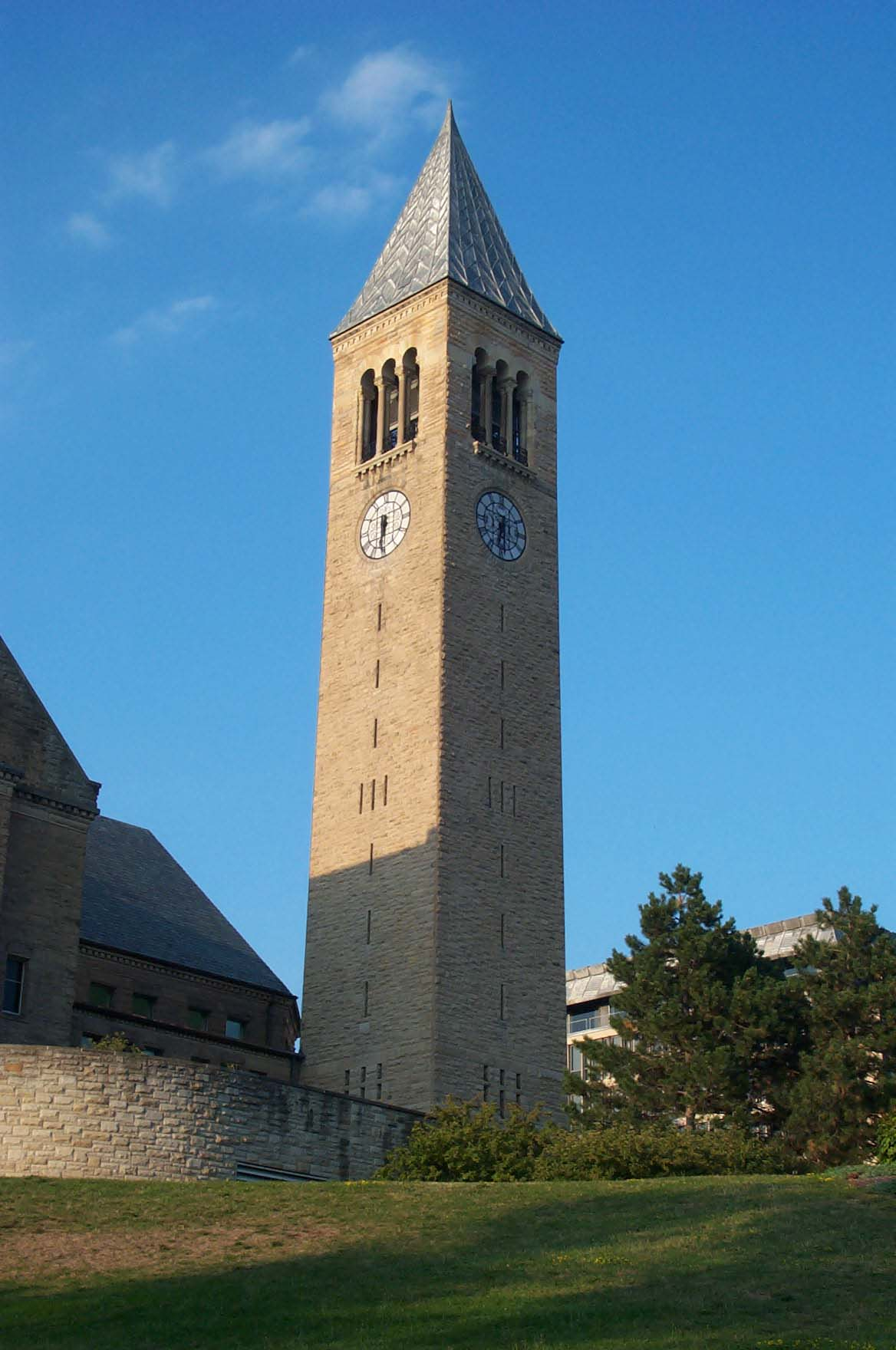
イサカ市中心街のイーストヒルにあるコーネル大学のマクグロー・タワー

トンプキンス郡はニューヨーク州の中央部西にあり、シラキュース市の南、ビンガムトン市の北西に位置している。地域区分として通常はフィンガーレイクス地域に入るが、ニューヨーク州中央部あるいはサザン・ティアに分類する場合もある。
アメリカ合衆国国勢調査局に拠れば、郡域全面積は492平方マイル (1,270 km2)であり、このうち陸地476平方マイル (1,230 km2)、水域は16平方マイル (41 km2)で水域率は3.17%である。

### 主要高規格道路
- ニューヨーク州道13号線
- ニューヨーク州道13A号線
- ニューヨーク州道34号線
- ニューヨーク州道34B号線
- ニューヨーク州道38号線
- ニューヨーク州道79号線
- ニューヨーク州道96号線
- ニューヨーク州道96B号線
- ニューヨーク州道222号線
- ニューヨーク州道227号線
- ニューヨーク州道327号線
- ニューヨーク州道366号線
- ニューヨーク州道392号線

### 隣接する郡
- カユガ郡 - 北
- コートランド郡 - 東
- タイオガ郡 - 南
- シェマング郡 - 南西
- スカイラー郡 - 西
- セネカ郡 - 北西

## 郡政府と政治
2008年2月、アメリカ合衆国大統領選挙のニューヨーク州民主党予備選挙で、トンプキンス郡は州内で唯一ヒラリー・クリントンよりもバラク・オバマを支持した郡となった。本選挙ではオバマが41%という大差で共和党のジョン・マケインを斥けた。州全体でもオバマが25.5%の差を付けた。アップステート・ニューヨークにある郡の中でもトンプキンス郡が最大の支持率差だった。トンプキンス郡政府は15人の議会が統治している。議員は小選挙区から選ばれている。

## 人口動態
以下は2000年国勢調査による人口統計データである。
| 基礎データ - 人口: 96,501 人 - 世帯数: 36,420 世帯 - 家族数: 19,120 家族 - 人口密度: 78人/km2（203人/mi2） - 住居数: 38,625 軒 - 住居密度: 31軒/km2（81軒/mi2） 人種別人口構成 - 白人: 85.50% - アフリカン・アメリカン: 3.64% - ネイティブ・アメリカン: 0.28% - アジア人: 7.19% - 太平洋諸島系: 0.04% - その他の人種: 1.09% - 混血: 2.26% - ヒスパニック・ラテン系: 3.08% 先祖による構成 - ドイツ系：12.4% - イギリス系：11.7% - アイルランド系：11.1% - イタリア系：9.2% - アメリカ人：6.0% 言語による構成 - スペイン語：2.85% - 中国語：1.86% - 朝鮮語：1.07% - フランス語：1.00% | 年齢別人口構成 - 18歳未満: 19.0% - 18-24歳: 26.0% - 25-44歳: 26.2% - 45-64歳: 19.3% - 65歳以上: 9.6% - 年齢の中央値: 29歳 - 性比（女性100人あたり男性の人口） - 総人口: 97.6 - 18歳以上: 95.2 世帯と家族（対世帯数） - 18歳未満の子供がいる: 25.8% - 結婚・同居している夫婦: 41.2% - 未婚・離婚・死別女性が世帯主: 8.2% - 非家族世帯: 47.5% - 単身世帯: 32.5% - 65歳以上の老人1人暮らし: 8.1% - 平均構成人数 - 世帯: 2.32人 - 家族: 2.93人 収入と家計 - 収入の中央値 - 世帯: 37,272米ドル - 家族: 53,041米ドル - 性別 - 男性: 35,420米ドル - 女性: 27,686米ドル - 人口1人あたり収入: 19,659米ドル - 貧困線以下 - 対人口: 17.6% - 対家族数: 6.8% - 18歳未満: 11.0% - 65歳以上: 5.4% |

## 都市と町
| - イサカ市 - 郡庁所在地 - ランシング町 - ランシング村 - キャロライン町 - ブルックトンデール - キャロラインセンター - キャロラインデポ - スレータービル - スレータービルスプリングス - スピーズビル | - ダンビー町 - ダンビー - ウェストダンビー - ドライデン町 - ドライデン村 - フリービル村 - イートナ - バーナ - ウェストドライデン - エンフィールド町 - グロトン町 - グロトン村 | - イサカ町 - カユガハイツ村 - イーストイサカ - フォレストホーム - ノースイーストイサカ - ノースウェストイサカ - サウスヒル - ニューフィールド町 - ニューフィールド（ハムレット） - ユリシーズ町 - ポダンク（ハムレット） - トルーマンズバーグ村 |

## 教育
- コーネル大学
- イサカ・カレッジ
- トンプキンス・コートランド・コミュニティカレッジ